# Incredibili afflictamur
Incredibili afflictamur è una enciclica di papa Pio IX, pubblicata l'17 settembre 1863, e scritta all'Episcopato della Nuova Granata (oggi Colombia), contro la politica di laicizzazione messa in atto dal Governo di quel Paese.
Così il Pontefice descrive le leggi attuate in Nuova Granata e i suoi effetti:
(Papa Pio IX)